# Distretto di Talkalakh
Il Distretto di Talkalakh (in arabo منطقة تلكلخ‎?, manṭiqat Talkalaḫ) è un distretto del Governatorato di Homs nella Siria centro-orientale. Il centro amministrativo è la città di Talkalakh. Nel censimento del 2004, il distretto contava una popolazione di 129.429 abitanti.

## Sottodistretti
Il distretto di Talkalakh è diviso in quattro sottodistretti chiamati nawāḥī (al singolare nāḥiyah):
- sottodistretto di Talkalakh (in arabo ناحية تلكلخ‎?): 62.069 abitanti;[2]
- sottodistretto di Hadidah (in arabo ناحية حديدة‎?): 25.998 abitanti;[3]
- sottodistretto Al-Nasirah (in arabo ناحية الناصرة‎?): 16.678 abitanti;[4]
- sottodistretto di Al-Hawash (in arabo ناحية الحواش‎?): 24.684 abitanti.[5]